# مارییا پوسا
مارییا پوسا (انگلیسی: Mariia Posa؛ زادهٔ ۲۱ فوریهٔ ۱۹۸۸) بازیکن هاکی روی یخ اهل ایالات متحده آمریکا است.